# Open Government Data

El Open data o datos abiertos son datos que pueden ser libremente utilizados, reutilizados y redistribuidos por cualquier persona. También es una filosofía que persigue que determinados datos estén disponibles de forma libre para todo el mundo, sin restricciones de copyright. Los activistas del movimiento open data son similares a otros como el Software libre, el código abierto (open source) y el acceso libre (open Access).

## Open data
El Open data o datos abiertos son datos que pueden ser libremente utilizados, reutilizados y redistribuidos por cualquier persona. Es una filosofía que persigue que determinados datos estén disponibles de forma libre para todo el mundo, sin restricciones de copyright. Son similares a otros movimientos como el Software libre, el código abierto (open source) y el acceso libre (open Access).
•	Software libre: es la denominación del software que respeta la libertad de todos los usuarios que adquirieron el producto y, por tanto, una vez obtenido el mismo puede ser usado, copiado, estudiado, modificado, y redistribuido libremente de varias formas.
•	Open Source: es la expresión con la que se conoce al software distribuido y desarrollado libremente.
•	Open Access: es el acceso inmediato, sin requerimientos de registro, suscripción o pago, a material digital educativo, académico, científico o de cualquier otro tipo, principalmente artículos de investigación científica de revistas especializadas y arbitradas mediante el sistema de revisión por pares o peer review.
Los datos abiertos están centrados en material “no documental” como información geográfica, el genoma, compuestos químicos, fórmulas matemáticas y científicas, datos médicos, biodiversidad... Son fuentes de datos que históricamente han estado en control de organizaciones, públicas o privadas; y cuyo acceso ha estado restringido mediante limitaciones, licencias, copyright, y patentes. Los partidarios de los datos abiertos argumentan que estas limitaciones van en contra del bien común y que estos datos tienen que ser puestos en disposición del público sin limitaciones de acceso, dado que es información que pertenece a la sociedad, o son datos que han sido creados por administraciones públicas (y por tanto, con los impuestos de todos), como la información geográfica o meteorológico.
Un hito importante es lo ocurrido el 30 de septiembre de 2010 en que el Archivo Nacional del Reino Unido libera una licencia gubernamental de re-utilización de los datos generados por esa nación.
Para que un dato sea abierto, tiene que ser accesible y reutilizable, sin exigir permisos específicos, aunque los tipos de reutilización pueden estar controlados mediante una licencia.
•	Disponibilidad y acceso: el dato tiene que estar disponible en la Internet (en línea), integralmente, sin limitaciones de acceso.
•	Reutilización y redistribución: el dato tiene que ser ofrecido en condiciones y en un formato conveniente, que permitan su reutilización, combinación con conjuntos de datos de diferentes orígenes, su difusión y redistribución. Esto significa que los datos deben ser preferiblemente procesable por máquinas, en formato no-propietario, y no cubierto por licencias que puedan limitar su uso.
•	Participación universal: el dato tiene que estar disponible sin limitaciones de uso, todos deben poder usar, reutilizar y redistribuir la información, sin discriminación con las áreas de actuación, personas o grupos.
Cualquier dato puede ser abierto. Usualmente tienen interés en la apertura de datos: gobiernos, empresas, activistas e instituciones de enseñanza e investigación, por ejemplo.
Numerosos científicos han subrayado la ironía de que precisamente en el momento histórico en el que tenemos tecnologías para permitir la disponibilidad para acceder a la información se está vetando el uso de las pertinentes nuevas tecnologías sobre el conocimiento. Es por eso que numerosas revistas científicas han empezado a publicar sus artículos de forma de libre acceso, en lo que se denomina publicaciones de acceso abierto.
Hay varias razones por las que los datos abiertos deben existir, razones como:
Transparencia. En un buen funcionamiento, los ciudadanos necesitan saber lo que está haciendo su gobierno. Para ello, deben ser capaces de acceder a los datos e información del gobierno y de compartir esa información con los demás ciudadanos. La transparencia no es solo sobre el acceso, también se trata de compartir y reutilizar - a menudo, para entender el material que necesita ser analizada y visualizada y esto requiere que el material sea abierto para que se pueda utilizar y reutilizar libremente.
Liberar el valor social y comercial. En la era digital, los datos son un recurso clave para todas las actividades sociales y comerciales. Todo, desde la búsqueda de su oficina de correos local para la construcción de un motor de búsqueda requiere el acceso a los datos, gran parte del cual se crea o se llevan a cabo por el gobierno. Con la apertura de los datos, el gobierno puede ayudar a impulsar la creación de empresas innovadoras y los servicios que aportan valor social y comercial.
Participación y compromiso Gran parte de los ciudadanos solo son capaces de comprometerse con su propio gobierno esporádicamente, tal vez solo en una elección cada 4 o 5 años. Con la apertura de los datos, los ciudadanos están habilitados para ser mucho más directamente informados y participar en la toma de decisiones.  Esto es más que la transparencia: se trata de hacer una sociedad llena de "lectura / escritura", no solo de saber lo que está sucediendo en el proceso de gobernanza, sino ser capaz de contribuir a ella.
Open Data en el mundo
La adhesión a la iniciativa Open Data se está haciendo de forma progresiva en todo el mundo. Comenzó con el proyecto data.gov en EE. UU., el sitio donde se encuentra el catálogo de datos abiertos del gobierno federal, y poco a poco se ha ido extendiendo a otros países. Cada vez son más los gobiernos que anuncian y comienzan iniciativas de transparencia y gobierno abierto y que publican sus catálogos de datos. Actualmente existen proyectos de Open Data desarrollados además de en EE. UU., en países como Canadá, Reino Unido, Australia, Nueva Zelanda, Suecia o Noruega y también en España.
La fundación CTIC dispone de un catálogo que recoge todas las iniciativas de Open Data en el mundo.

## Open data en el mundo

### Open Data en España
En España, el Ministerio de Industria y Comercio está llevando a cabo el Proyecto Aporta, que pretende colocar a España en la vanguardia de la reutilización de la información del sector público en Europa. Este proyecto está enmarcado dentro del Plan Avanza2, que afronta el reto de conseguir que la utilización de las Tecnologías de la Información y la Comunicación (TIC) aporten cada vez más ventajas a los ciudadanos. Además, el plan Avanza2 busca contribuir a la recuperación económica  del país gracias al uso intensivo y generalizado de las TIC, impulsando el desarrollo empresarial en sectores clave como los contenidos digitales.
El proyecto Aporta promueve una cultura de reutilización de la información en el ámbito de las Administraciones, concienciando de la importancia y el valor que tiene esta información y su posterior reutilización. También quiere facilitar la puesta a disposición de toda la información posible para aprovechar el mercado de reutilización de la información en España a través de acciones tanto de formación y concienciación, como con el desarrollo de una sobre reutilización de información generada por el sector público, llamada Guía Aporta.
Existen ya algunos proyectos que han sido desarrollados por diversas Administraciones Públicas, de la mano de la fundación CTIC, perteneciente a la organización W3C, como por ejemplo: Open Data Euskadi, Catálogo de Datos de Asturias, Dades Obertes Generalitat de Cataluña, Dades Obertes Caib (Islas Baleares), Datos Abiertos Andalucía, Datos Abiertos Castilla-La Mancha, Datos Abiertos Castilla y León, Open Data Xunta de Galicia y Dato Abierto Rioja, a nivel de Comunidades Autónomas. También se están llevando a cabo proyectos de Open Data a nivel local, como en el Open Data de Barcelona, Ayuntamiento de Badalona, Dades Obertes de Lleida, el Ayuntamiento de Zaragoza, Ayuntamiento de Gijón y el  Ayuntamiento de Pamplona.
La legislación actual por la que las Administraciones Públicas rigen sus proyectos de Open Data es la siguiente:
•	Directiva 2003/98/EC
•	Ley 11/2007
•	Ley 37/2007
•	Real Decreto 1495/2011
•	Proyecto Aporta
•	ENI (Esquema Nacional de Interoperabilidad)

## Open government data
Los datos del gobierno abierto (Open Government Data) son los datos producidos por los gobiernos, administraciones y entidades públicas en el desarrollo de sus funciones. Dado que son financiados y recopilados con dinero público, la información contenida en estos datos es pública y debe estar a disposición de cualquier ciudadano y para cualquier fin.
Además, estos datos deben estar disponibles en un formato abierto, que respete estándares técnicos y permita la combinación de conjuntos de datos de diferentes orígenes, su reutilización y difusión. Y por eso, tienen que respetar los principios y las definiciones de los datos abiertos en genera. Por ejemplo, informaciones y datos publicados en formato pdf pueden satisfacer una forma de transparencia, pero no se pueden considerar datos abiertos gubernamentales en sentido propio.
Limitaciones y excepciones al concepto de datos abiertos gubernamentales se refieren a datos que contengan informaciones que: afectan a derechos fundamentales, a derechos de privacidad de informaciones personales, a razones de seguridad nacional.
Principios del Open Government Data: 

1. La información tiene que ser completa. 

2. Los datos deben provenir directamente de la fuente, sin modificación o agregación alguna.  

3. La publicación debe realizarse a tiempo para preservar el valor de la información.  

4. La información tiene que estar disponible para el mayor número de usuarios y propósitos posibles. 

5. Los datos deben presentar una estructura mínima que permita su tratamiento automatizado.

6. La publicación tiene que estar libre de discriminación y disponible para cualquiera sin necesidad de registro previo.

7. Los formatos de publicación deben ser no propietarios. Ninguna entidad tiene control exclusivo sobre ellos.

8. La información deben ser de uso libre, es decir, no estar sujetos a derechos de autor, patentes, marcas ni a regulaciones de secreto industrial o comercial. Tampoco han de estar sujetos a restricciones de privacidad, seguridad o privilegio reguladas por las normas.

El gobierno abierto  sostiene que los temas de gobierno y administración pública deben ser abiertos a todos los niveles posibles en cuanto a transparencia, esto debe ir unido a la creación de espacios permanentes de participación ciudadana y colaboración ciudadana. Un Gobierno Abierto asume el compromiso de garantizar que la administración y operación de todos los servicios públicos que el Estado brinda puedan ser supervisadas por la comunidad, es decir, que estén abiertos al escrutinio de la ciudadanía. Dicho proceso, que incrementa la transparencia de la administración, debe acompañarse también por la generación de espacios de encuentro con la comunidad en los que los ciudadanos puedan participar en las decisiones de gobierno y colaborar con la administración en la búsqueda de soluciones a los problemas públicos canalizando el potencial innovador de los ciudadanos, el mercado y las organizaciones civiles para el beneficio de la comunidad.
Los orígenes del estado abierto se encuentran en la Ilustración, al aparecer en el debate público sobre la naciente sociedad civil. En su desarrollo, destaca la reciente idea del gobierno "de fuente libre", que aboga por la aplicación de la filosofía del movimiento del software libre a los principios de la democracia, para dar la posibilidad a los ciudadanos de involucrarse directamente en el proceso legislativo.
El concepto de Gobierno Abierto se sustenta sobre tres pilares básicos: la Transparencia, la Colaboración y la Participación. Para delimitar el significado de cada uno de estos aspectos, nos podemos en el Memorando sobre Transparencia y Gobierno Abierto que el Presidente de EE. UU., Barack Obama, promulgó el 21 de enero de 2009:
• Transparencia: Un Gobierno transparente fomenta y promueve la rendición de cuentas de la Administración ante la ciudadanía y proporciona información sobre lo que está realizando y sobre sus planes de actuación. El Ayuntamiento (y cualquier otra Administración) debería permitir el acceso a esta información pública de manera sencilla y clara, permitiendo de esta manera que los ciudadanos puedan realizar un control de la acción de gobierno, así como crear valor económico o social a partir de los datos públicos ofrecidos libremente por la Administración.
• Colaboración: Un Gobierno colaborativo implica y compromete a los ciudadanos y demás agentes en el propio trabajo de la Administración. La colaboración supone la cooperación no solo con la ciudadanía, sino también con las empresas, las asociaciones y demás agentes, y permite el trabajo conjunto dentro de la propia Administración entre sus empleados y con otras Administraciones.
• Participación: Un Gobierno participativo favorece el derecho de la ciudadanía a participar activamente en la conformación de políticas públicas y anima a la Administración a beneficiarse del conocimiento y experiencia de los ciudadanos. Por tanto, impulsa acciones y orienta actuaciones que aumentan el protagonismo e implicación de los ciudadanos en asuntos públicos y compromete con mayor intensidad a las fuerzas políticas con sus conciudadanos.
Los principios de Transparencia, Participación y Colaboración se cristalizaron en múltiples estrategias de Gobierno Abierto, distintas en función del país que las adopta, pero con dos ejes comunes:
• La apertura de datos públicos (Open Data): que implica la publicación de información del sector público en formatos que permitan su reutilización por terceros para la generación de nuevo valor, lo que se conoce por RISP (reutilización de la información del sector público). Toda la información que se facilita -que debe ser completa, accesible para todos, gratuita y no restringida, es decir, legible, no discriminatoria y libre.
• La apertura de procesos y el uso de redes sociales y plataformas de participación ciudadana (Open Action): con el objeto de facilitar la participación de la ciudadanía en las decisiones del Gobierno y la colaboración en el proceso de formulación de políticas y ejecución de políticas públicas. 
Con la apertura de la información y el acceso de los ciudadanos a ella se consigue mejorar los niveles de transparencia; los ciudadanos pueden formarse una opinión objetiva sobre el estado de la sociedad, las instituciones públicas y la gestión de éstas; se evita la corrupción; se fomenta la participación pública en las decisiones de gobierno; aumenta la calidad de los procesos de decisión política; permite a los ciudadanos y las organizaciones sociales hacer valer sus derechos; hace crecer la confianza de los ciudadanos en los procesos de gobierno; aumenta la eficacia en la administración pública, y por ende su competitividad, legitimando la acción de los que la gestionan.
Por último, debe quedar claro que ofrecer información de la Administración o los políticos vía Twitter, Facebook, Tumblr, Forusquare solamente... no es hacer Gobierno Abierto. Eso es comunicar como antes pero con herramientas nuevas, eliminar ciertos intermediarios en algunos momentos, pero el OpenGovernment es mucho más: practicar la escucha activa de verdad, tener en cuenta las demandas de los ciudadanos y, entre todos, llegar a acuerdos colaborativos. La sociedad se está digitalizando rápidamente, pero no se trata solamente de utilizar las herramientas.

### Ventajas e inconvenientes del Gobierno Abierto
 Ventajas
o Solución de los problemas de la representación y la participación en las actuales democracias. Por un lado, autores y estudios coinciden en que las actuales democracias padecen un déficit de transparencia, y por el otro, los canales de participación proporcionados desde las instituciones son, por lo general, más bien escaso. Ello genera problemas en la representación, que para ser solucionados se necesita una verdadera rendición de cuentas -por lo tanto, de la máxima transparencia posible- y aumentar la participación. Con el Open Data y el Open Action se podría conseguir ambas respectivamente.
o Mejora del funcionamiento interno de las instituciones al aumentar su capacidad de conocer dónde se necesita su intervención (ejemplo, Fixmystreet)
o Mayor legitimidad en las decisiones políticas adoptadas
 Inconvenientes
o Posible empoderamiento de los lobbies
o Si la participación no aumentase considerablemente y las decisiones u opiniones que la ciudadanía que sí participa a través de las plataformas habilitadas por el Gobierno Abierto fuesen determinantes ello podría conllevar a falta de verdadera representatividad.
Antecedentes e iniciativas del Gobierno Abierto
Tanto a nivel nacional, como regional o local se han dado ya varias iniciativas de Gobierno Abierto. Entre las más interesantes podemos destacar las siguientes:
• Los primeros pasos hacia un Gobierno Abierto han venido de Nueva Zelanda y, sobre todo, Estados Unidos, han sido los países que más han apostado por este modelo y lo están aplicando en sus Administraciones. En el caso de Estados Unidos, el proceso está siendo impulsado directamente por su presidente, Barack Obama, a través de la Iniciativa para el Gobierno Abierto. A nivel local también hay iniciativas de Gobierno Abierto interesantes, como las de los Ayuntamientos de Washington DC, Los Ángeles o Nueva York. Más recientemente, Reino Unido comenzó su estrategia de apertura de la mano de Tim Berners-Lee, el creador de la Web.
• En España, un paso importante hacia la apertura ha sido la promulgación de la Ley 37/2007, sobre reutilización de la información del sector público, que regula y fomenta la reutilización de los datos elaborados o custodiados por las Administraciones y organismos del sector público.
• Para apoyar a la Ley 37/2007, también es de destacar el Proyecto Aporta, que impulsa la reutilización de la información y su puesta a disposición a los ciudadanos. Para ello, ha creado una guía de referencia, la Guía Aporta, y dispone en su página web de un buscador de información pública en Internet (http://datos.gob.es).
• Los proyectos pioneros de Open Government a nivel autonómico en España están siendo los del País Vasco (en especial, los proyectos Irekia y Open Data Euskadi) y Cataluña, y más recientemente Navarra y Castilla y León.
• A nivel local en España, algunos de los proyectos de Ayuntamientos más interesantes en relación a Open Government son los de los Ayuntamientos de Sant Boi de Llobregat, Jun o Getafe.

Aunque España esté aún muy lejos de tener un Gobierno Abierto, a nivel autonómico hay diversas iniciativas pioneras, entre las que destaca la iniciativa vasca Irekia. Irekia ha logrado obtener un reconocimiento internacional por parte de expertos en Gobierno Abierto. En abril de 2012, el Gobierno Abierto Vasco participó en el primer encuentro del Open Government Partnership, evento en el que solo se puede asistir siendo un país formal. Aun así, Irekia tenía una invitación para asistir al encuentro por ser de los proyectos más importantes en este ámbito.

## Reutilización de la información del sector público (RISP)
La Reutilización de la Información del Sector Público (RSIP) es el objetivo principal de la iniciativa Open Data. Consiste en poner la información del sector público disponible, en bruto y en formatos estándar abiertos, facilitando su acceso y permitiendo su reutilización tanto a particulares como a empresas para fines comerciales o no.  
El sector público produce una gran variedad de información que es potencialmente reutilizable, algunos de los ejemplos pueden ser: la información social, económica, geográfica, estadística, etc. Esta información es muy atractiva para su reutilización ya que es completa, fiable, útil y de calidad. Se quiere lograr que la reutilización y redistribución de la información pública que repercuta tanto en el beneficio de las administraciones públicas que sacan a la luz sus datos, como en la de los ciudadanos y empresas que ven cubiertas algunas de sus necesidades al tener acceso a esos datos.
Por otra parte, existe el proyecto Aporta, una iniciativa nacional promovida por el Ministerio de Asuntos Económicos y Transformación Digital, y por otro lado, la Entidad Pública Empresarial Red.es de España, en cuyos objetivos incluyen fomentar una cultura favorable a la apertura de datos públicos, la reutilización de información; a través del portal datos.gob.es (plataforma que organiza y gestiona el Catálogo Nacional de Datos Abiertos), la Iniciativa Aporta apoya a las unidades administrativas y organismos gubernamentales para que así publiquen información de acceso no restringido, según la legislación vigente y de la forma más amigable para su reutilización; facilitar que las administraciones realicen dicha apertura e impulsar así el mercado de la reutilización de la información pública.

### Web
El proyecto cuenta para sus fines con el portal en Internet www.aporta.es, que se ha constituido como punto de encuentro entre todos los interesados en el proceso de la reutilización, en particular, a través de su blog  y sus herramientas web 2.0.

### Guía
En junio de 2009 se publicó la Guía Aporta. Esta Guía, que ha sido elaborada contando con una amplia participación de todos los interesados a través de una consulta pública, pretende ser un manual de referencia para Administraciones, empresas y ciudadanos que se interesan por el proceso de la reutilización de la información.

### Catálogo de Información Pública
En marzo de 2010 el Proyecto Aporta lanzó la versión ”beta” del Catálogo de Información Pública, correspondiente a la Administración General del Estado, que permite acceder, desde un único punto, a los distintos sitios web de la Administración que ofrecen recursos de información pública. El objetivo del catálogo es facilitar a los ciudadanos y empresas la identificación y acceso a la información del sector público disponible y, de esta forma, favorecer la reutilización de la misma.

### Materiales formativos
Con el objeto de explicar el proceso de la reutilización, la web de Aporta ofrece unos materiales audiovisuales didácticos, cuyo objetivo es dar a conocer la reutilización de la información del sector público y sus aspectos más destacados. Estos materiales están dirigidos a un público muy amplio y diverso, que incluye a las administraciones públicas, a empresas infomediarias reutilizadoras de información y a los usuarios finales interesados en conocer los derechos y obligaciones que implica la reutilización. Los materiales son reutilizables, pudiendo ser utilizados no solo para la propia "autoformación", sino también para que cualquier persona interesada desarrolle en su organización jornadas de formación o información sobre esta materia.

### Eventos y noticias
A través de diferentes eventos y conferencias, el proyecto Aporta ha logrado que cada vez sean más las personas interesadas por la reutilización de la información del sector público. Los materiales multimedia de los encuentros (ponencias, vídeos y fotografías, así como a los programas, cv y abstract de los diferentes ponentes) se encuentran disponibles en la web Aporta.
En la sección noticias de este portal, se proporciona información sobre los hitos más interesantes en materia de reutilización de la información del Sector Público.

## Normativa
La normativa actual en materia de Reutilización de la Información del Sector Público está articulada en torno a la Ley 37/2007 sobre Reutilización de la Información del Sector Público que, transpone la Directiva Comunitaria al ordenamiento jurídico nacional, y recoge los principios básicos en materia de Reutilización de los documentos elaborados o custodiados por las Administraciones y Organismos del Sector Público. El Real Decreto de desarrollo de esta ley aprobado el 21/10/2011, consagra el principio de apertura de datos para uso generalizado por defecto salvo excepciones justificadas.